# 荻生北渓
荻生 北渓（おぎゅう ほっけい、延宝元年（1673年）- 宝暦4年1月20日（1754年2月11日））は、江戸時代中期の儒学者。諱は初め玄覧、後に観（たすくる、かん）、通称は惣七郎、字は叔達。生前に日本国内で刊行されたのは『官准刊行明律（訓点本明律）』のみで、実兄の荻生徂徠の著名性に隠れる形で知られていないものの、室鳩巣と並ぶ江戸幕府8代将軍・徳川吉宗のブレーンとして活躍した。

## 経歴
初め、父の後を継いで医師として吉宗に仕えたがすぐに顧問として重用され、紅葉山文庫に出入りして吉宗の諮問に回答する役目を担い、「名家叢書」と呼ばれた吉宗と学者たちとの問答で今日最も多く残されているのが北渓による「荻生考」であった。同文庫にあった『唐律疏義』と、幕命で山井崑崙の『七経孟子攷文』の校訂を行った。両書はともに後に清に伝わって現地にて刊行された。
また、吉宗の命令で清朝探事の質問文を作成したとされている。また、彼の『明律』（明の律令法）研究は、吉宗の享保の改革にも反映されたと言われている。なお最初の妻は、鍛冶橋狩野家の狩野探信 (守政)の娘だったが、19歳で亡くなっている。